# Stanisław Lubieniecki (zm. 1666)
Stanisław Lubieniecki herbu Rola (zm. w 1666 roku) – archidiakon lwowski, kanonik warszawski w 1633 roku, kanonik katedralny gnieźnieński w 1632 roku,
Syn Łukasza Lubienieckiego i Zofii Grochowskiej.
Kilkakrotny delegat kapituły katedralnej lwowskiej na Trybunał Główny Koronny, delegat kapituły katedralnej gnieźnieńskiej na sejm 1660 roku.